# Fogarasi református templom
A fogarasi  református templom műemlékké nyilvánított épület Romániában, Brassó megyében. A romániai műemlékek jegyzékében a BV-II-m-A-11691 sorszámon szerepel.

## Története
A város két korábbi református temploma közül az elsőt 1658-ban a tatárok, a másodikat 1704-ben Rabutin lövette rommá. A reformátusok 1712-ben kezdtek hozzá az új templom építéséhez, amelynek költségeihez II. Apafi Mihály, több erdélyi református nemesi család és Constantin Brâncoveanu havasalföldi fejedelem is hozzájárult. A szakirodalom szerint az építkezés 1715-ben fejeződött be, de az egyházközség iratai szerint a torony csak 1724-ben készült el. 1750-ben a templomot tűzvész károsította; helyreállítására 1757–1758-ban került sor Bethlen Kata támogatásával. 1768-ban a tornyot egy szinttel megemelték, és ekkor kapta az óraszerkezetet is. 1872-ben kijavították toronysisakot, 1886 körül elkészült a templom orgonája, és átalakították a templom belsejét.